# لبرومة

اللبرومة

لبرومة قسطنطين الأول

اللَّبَرُومَة أو اللبروم أو رَايَةُ الصَّلِيبِ هي راية رومانية عسكرية استعملت للمرة الأولى في بدايات القرن الرابع الميلادي، حيث وضع عليها الإمبراطور قسطنطين الكبير الصليب وأول حرفين من اسم المسيح بالإغريقية، حرف خي وحرف رو - (ΧΡΙΣΤΟΣ خريِّستوس). مع العبارة اللاتينية in hoc signo vinces (سننتصر بهذه العلامة)، فاللبرومة إذاً هي النسخة المسيحية من الراية العسكرية التي كان يستعملها الجيش الروماني.
كانت الراية تصنع من قماش أرجواني اللون وكان صباغ من هذا النوع في تلك الفترة عملة نادرة فقد كان يستخرج من محار من نوع موريكس، وكانت خطوط الراية تطرز بالذهب. في العصور الوسطى كان يعلق عادة في العصا الرعوية للأساقفة وشاح أرجواني كإشارة للبرومة.
بحسب المؤرخ يوسابيوس القيصري (الملقب بأبي التاريخ الكنسي) فأن قسطنطين وهو مزمع أن يخوض الحرب ضد ماكيسينتيوس عام 312 م رأى في السماء الصليب وعبارة «بهذه العلامة ستنتصر»، فاستعمل إشارة الصليب كشعار أو تعويذة خلال معاركه.
تاريخ استعمال اللبرومة تشهد له القطع النقدية المصكوكة في القسطنطينية بعد انتصار قسطنطين على ليسينيوس عام 324 م.